# Германско-кабо-вердианские отношения
Отношения Кабо-Верде и Германии касаются дипломатических отношений между Кабо-Верде и Германией.

## История
С момента открытия в 1456 году португальскими мореплавателями острова Зелёного Мыса принадлежали Португальской империи. После Революции гвоздик 1974 года в Португалии Кабо-Верде обрела полную независимость в 1975 году.
С момента обретения независимости Республика Кабо-Верде получила около 100 миллионов евро от Федеративной Республики Западной Германии в рамках сотрудничества в области финансового и технического развития, что делает её одной из стран с самой высокой помощью Германии в области развития на душу населения. С другой стороны, страна не была одной из основных целевых стран сотрудничества в целях развития ГДР, в отличие от других бывших португальских колоний, таких как Ангола и особенно Мозамбик.
После того, как страна была включена Всемирным банком в список стран со средней экономической мощью с 2010 года, сотрудничество Германии в области развития с Кабо-Верде подошло к концу.
Каждый год Немецкая служба академических обменов (DAAD) позволяет стипендиатам из обеих стран проводить время в другой стране. В 2015 году 16 стипендиатов из Германии приехали в Кабо-Верде, а 13 стипендиатов из Кабо-Верде посетили Германию.

## Спорт
Редко встречаются команды и спортсмены из Германии и Кабо-Верде. Одним из таких случаев стала встреча сборной Кабо-Верде по баскетболу с немецкой сборной на олимпийском квалификационном турнире в июле 2008 года в Афинах, где команда Кабо-Верде выбыла.
Некоторые футболисты Кабо-Верде также были активны в немецких клубах, в том числе Микаэль Таварес и Кафу.